# Capparis wui
Capparis wui är en kaprisväxtart som beskrevs av Bi Sin Sun. Capparis wui ingår i släktet Capparis och familjen kaprisväxter. Inga underarter finns listade i Catalogue of Life.